# Sean M. Carroll
Sean M. Carroll (ur. 1966) – amerykański fizyk teoretyczny, profesor na Wydziale Fizyki California Institute of Technology (Caltech), popularyzator nauki, działacz racjonalistyczno-sceptyczny i ateistyczny, bloger.
Specjalności Carrolla to ogólna teoria względności i astrofizyka, w tym teoretyczna kosmologia; pracował m.in. nad problemem ciemnej energii. Jego artykuły publikowały takie czasopisma jak „Nature”, „Seed”, „Sky & Telescope” i „New Scientist”. Bierze udział w tworzeniu bloga fizyków „Cosmic Variance”. Wygłaszał też publiczne wykłady, m.in. dla Royal Institution w Londynie. Zabierał również głos na tematy z filozofii nauki.

## Poglądy i aktywizm

### Fizyka
Carroll bronił teorii strun przed krytyką ze strony Petera Woita i Lee Smolina. W 2006 roku Carroll stwierdził, że silna pozycja akademicka tej hipotezy jest uzasadniona merytorycznie. Jego zdaniem:
- zarzuty braku dowodów są niecierpliwe;
- różnorodność kierunków badań nie powinna być sztucznie zwiększana;
- konkurencyjne modele nie wytworzyły niczego równie obiecującego.

Carroll podkreślał ciągłe postępy teoretyczne strun, m.in. dużą rolę korespondencji AdS/CFT w zrozumieniu kwantowych teorii pola. Rok później powiedział, że „teoria strun nie jest jeszcze martwa”.
Carroll krytykował też opinię brytyjskiego teoretyka Juliana Barboura, mówiącą, że czas może nie istnieć. Zdaniem Carrolla usunięcie czasu z niektórych równań to jedna z równoważnych perspektyw, nie odbierająca mu ani trochę realności, tak jak odkrycie wewnętrznej struktury protonu nie czyni go iluzją.
Zabierał także głos na temat problemu interpretacji mechaniki kwantowej, przychylając się do koncepcji Everetta nazywanej wieloświatową.
Carroll należy do fizyków odrzucających pojęcie masy relatywistycznej.

### Filozofia i religia
Carroll bronił uprawiania filozofii, w odróżnieniu od niektórych innych astrofizyków-popularyzatorów jak Stephen Hawking, Lawrence Krauss i Neil deGrasse Tyson. Na swoim blogu nazwał ich wypowiedzi „śmiesznymi” (ang. silly). Kilka lat wcześniej uznał światopogląd naturalistyczny za największe osiągnięcie umysłowe ostatniego tysiąclecia; krytykował przy tym opinie Goulda o całkowitej niezależności nauki i religii oraz jego sposób definiowania religii. Carroll odrzucił zaproszenie Fundacji Templetona, ponieważ nie chciał przyczyniać się do zacierania podziału pomiędzy nauką a religią. W 2004 brał udział w organizowanym przez University of Chicago kursie historii ateizmu.
Pytanie Leibniza o to, dlaczego istnieje raczej coś niż nic, uznał za nierozwiązywalne.
Carroll to kompatybilista – wolną wolę przedstawiał jako koncepcję zgodną ze współczesną nauką i światopoglądem naturalistycznym, a także zjawisko emergentne. Zgodził się z opinią amerykańskiego filozofa Daniela Dennetta na ten temat.

## Książki
Do 2024 roku Carroll opublikował kilka książek, w tym:
- podręcznik akademicki do ogólnej teorii względności Einsteina;
- dzieła popularne o strzałce czasu, cząstkach elementarnych, kosmologii i mechanice kwantowej.

Część jego książek wydano po polsku.
1. 2004: Spacetime and geometry: an introduction to general relativity, Addison Wesley, ISBN 0-8053-8732-3.
2. 2010: From eternity to here: the quest for the ultimate theory of time, Dutton, ISBN 978-0-452-29654-1.
  - 2011: Stąd do wieczności i z powrotem. Poszukiwanie ostatecznej teorii czasu, Prószyński i S-ka, ISBN 978-83-7648-731-1.
3. 2013: Particle at the end of the universe: how the hunt for the Higgs boson leads us to the edge of a new world,
  - 2014: Cząstka na końcu wszechświata: bozon Higgsa i nowa wizja rzeczywistości, Prószyński i S-ka, ISBN 978-83-7961-036-5.
4. 2017: The big picture: on the origins of life, meaning, and the Universe itself, Dutton, ISBN 978-0-525-95482-8.
  - 2017: Nowa perspektywa. Pochodzenie życia, świadomości i wszechświata, Prószyński i S-ka, ISBN 978-83-8097-169-1.
5. 2019: Something Deeply Hidden: Quantum Worlds and the Emergence of Spacetime, Dutton, ISBN 978-1524743017.
  - 2020: Coś głęboko ukrytego. Światy kwantowe i emergencja czasoprzestrzeni, Prószyński i S-ka, ISBN 978-83-8169356-1.
6. The Biggest Ideas in the Universe: Space, Time, and Motion.
  - 2024: Przestrzeń, czas i ruch. Największe idee we Wszechświecie, tłum. Urszula Seweryńska i Mariusz Seweryński, Prószyński i S-ka, ISBN 978-83-8352-280-7.